# أولاد فارس (تندرارة)
أولاد فارس هي إحدى مشيخات المملكة المغربية، تتبع جغرافيا لإقليم فكيك وإداريًا لتندرارة. يقدر عدد سكانها بـ 5047 نسمة حسب الإحصاء الرسمي للسكان والسكنى لسنة 2004.